# Eleições estaduais no Acre em 1978
As eleições estaduais no Acre em 1978 aconteceram sob as regras do Ato Institucional Número Três e do Pacote de Abril: em 1º de setembro ocorreu a via indireta e nela a ARENA elegeu o governador Joaquim Macedo, o vice-governador José Fernandes Rego e o senador José Guiomard. A fase seguinte sobreveio em 15 de novembro a exemplo dos outros estados brasileiros e nesse dia o partido governista elegeu o senador Jorge Kalume e obteve metade das cadeiras entre os seis deputados federais e dezoito estaduais que foram eleitos.
Membro de uma família de seringalistas, Joaquim Macedo nasceu em Plácido de Castro, mas fixou residência em Brasiléia onde exerceu o ofício dos pais e foi comerciante. Filiado à UDN em 1945 assumiu a presidência do diretório acreano e a seguir formou-se técnico em contabilidade e técnico agrícola, exercendo o cargo de juiz de paz entre 1948 e 1951. Voltou à política quando o presidente Jânio Quadros o nomeou prefeito de Brasileia em 1961. Com a elevação do Acre a estado no ano seguinte, foi nomeado secretário de estado sem pasta, secretário de Viação e Obras e diretor do Departamento de Estradas de Rodagem pelo governador Aníbal Miranda. Eleito suplente de deputado estadual via PTB em 1962, voltou aos cargos que ocupava graças a José Augusto de Araújo e conservou-os no início do Regime Militar de 1964 ao integrar a equipe do governador Edgar Cerqueira. Suplente de deputado federal pela ARENA em 1966, chegou a exercer o mandato antes de voltar à Secretaria Sem Pasta no governo Jorge Kalume. Eleito deputado federal em 1970, amargou outra suplência em 1974 e no ano seguinte a maioria do MDB na Assembleia Legislativa do Acre vetou seu nome para assumir a prefeitura de Rio Branco, entretanto foi escolhido governador pelo presidente Ernesto Geisel em 1978.
Para vice-governador a ARENA designou José Fernandes Rego, outrora secretário de Fomento Econômico no governo Geraldo Mesquita.

## Resultado da eleição para governador
Durante a referida eleição o MDB absteve-se e seus treze delegados não votaram na sessão do Colégio Eleitoral que escolheu os novos dirigentes do estado.
| Candidatos a governador do estado | Candidatos a vice-governador | Número | Coligação             | Votação | Percentual |
| --------------------------------- | ---------------------------- | ------ | --------------------- | ------- | ---------- |
| Joaquim Macedo ARENA              | José Fernandes Rego ARENA    | -      | ARENA (sem coligação) | 20      | 60,61%     |
| Fontes:                           |                              |        |                       |         |            |

## Resultado da eleição para senador

### Mandato biônico de oito anos
A eleição para senador biônico permitiu que José Guiomard conquistasse seu terceiro mandato consecutivo.
| Candidatos a senador da República | Candidatos a suplente de senador       | Número | Coligação             | Votação | Percentual |
| --------------------------------- | -------------------------------------- | ------ | --------------------- | ------- | ---------- |
| José Guiomard ARENA               | Altevir Leal ARENA Jorge Lavocat ARENA | -      | ARENA (sem coligação) | 20      | 60,61%     |
| Fontes:                           |                                        |        |                       |         |            |

### Mandato direto de oito anos
Segundo o Tribunal Superior Eleitoral, houve 62.429 votos nominais (88,84%), 4.575 votos em branco (6,51%) e 3.270 votos nulos (4,65%), resultando no comparecimento de 70.274 eleitores.
| Candidatos a senador da República   | Candidatos a suplente de senador | Número | Coligação             | Votação | Percentual |
| ----------------------------------- | -------------------------------- | ------ | --------------------- | ------- | ---------- |
| Jorge Kalume ARENA                  | -                                | -      | ARENA (em sublegenda) | 22.736  | 36,42%     |
| Alberto Zaire MDB                   | -                                | -      | MDB (em sublegenda)   | 16.062  | 25,73%     |
| Oscar Passos MDB                    | -                                | -      | MDB (em sublegenda)   | 14.340  | 22,97%     |
| Wanderley Dantas ARENA              | -                                | -      | ARENA (em sublegenda) | 5.458   | 8,75%      |
| Iris Célia Cabanellas Zannini ARENA | -                                | -      | ARENA (em sublegenda) | 3.048   | 4,88%      |
| Clóvis Azevedo Maia MDB             | -                                | -      | MDB (em sublegenda)   | 781     | 1,25%      |
| Fontes:                             |                                  |        |                       |         |            |

## Biografia dos senadores eleitos

### José Guiomard
Mineiro de Perdigão, o militar José Guiomard cursou instituições como a Escola Militar de Barbacena, Escola Militar do Realengo e a Universidade Federal do Rio de Janeiro com especialização em Astronomia e Geodésia. Posto a serviço do Ministério das Relações Exteriores, integrou a comissão de limites geográficos entre Brasil, Paraguai e Venezuela. Membro da Ação Integralista Brasileira até que o Estado Novo a extinguiu, foi procurador do extinto Território Federal de Ponta Porã até que o presidente Eurico Gaspar Dutra o nomeou governador do Acre. Eleito deputado federal pela respectiva unidade federativa pelo PSD em 1950, 1954 e 1958, foi autor da lei que elevou o Acre à condição de estado. Derrotado ao disputar o governo acriano em 1962, elegeu-se senador no mesmo pleito graças à astúcia das "candidaturas múltiplas" e reeleito via ARENA em 1970 e 1978, neste último caso como senador biônico. Faleceu no Rio de Janeiro em 15 de março de 1983 vítima de broncopneumonia.

### Jorge Kalume
Nascido em Belém com ascendência síria, o empresário Jorge Kalume formou-se em Contabilidade em 1939 e na volta ao Acre fundou o Rotary Clube de Xapuri em 1948, mesma cidade onde presidiu a associação comercial. Eleito prefeito de Xapuri via PSD em 1955 e deputado federal em 1962, filiou-se à ARENA e depois 
renunciou para assumir o governo do Acre em 1966 graças ao apoio do Regime Militar de 1964.  Derrotado por Adalberto Sena ao disputar um mandato de senador em 1974, tornou-se diretor financeiro do Banco da Amazônia e foi eleito senador em 1978.
Houve grande alarido na eleição direta para senador onde ARENA e MDB lançaram candidatos em sublegenda e após uma disputa renhida a vitória coube ao arenista Jorge Kalume por meros 55 votos de diferença numa sucessão de fatos onde a oposição chegou a comemorar o triunfo de Alberto Zaire, porém o resultado oficial mudava conforme urnas eram impugnadas por irregularidades durante o pleito. Sob a alegação de fraude o MDB recorreu à Justiça Eleitoral, mas não obteve sucesso.

## Suplente efetivado

### Altevir Leal
Comerciante nascido em Tarauacá, foi eleito suplente do senador Geraldo Mesquita em 1970 e assumiu o mandato cinco anos depois quando o titular tornou-se governador do Acre. Novamente eleito suplente de senador em 1978, foi efetivado após a morte de José Guiomard em 1983.

## Deputados federais eleitos
São relacionados os candidatos eleitos com informações complementares da Câmara dos Deputados.

Representação eleita
  ARENA: 3
  MDB: 3

| Deputados federais eleitos | Partido | Votação | Percentual | Cidade onde nasceu | Unidade federativa |
| Nosser Almeida             | ARENA   | 8.100   | 11,52%     | Sena Madureira     | Acre               |
| Nabor Júnior               | MDB     | 7.761   | 11,04%     | Tarauacá           | Acre               |
| Amilcar de Queiroz         | ARENA   | 7.551   | 10,74%     | Rio Branco         | Acre               |
| Aluizio Bezerra            | MDB     | 7.069   | 10,05%     | Cruzeiro do Sul    | Acre               |
| Wildy Viana                | ARENA   | 6.647   | 9,45%      | Brasileia          | Acre               |
| Geraldo Fleming            | MDB     | 6.190   | 8,80%      | Campanha           | Minas Gerais       |
| Fontes:                    |         |         |            |                    |                    |

## Deputados estaduais eleitos
Das dezoito vagas em disputa a ARENA e MDB obtiveram nove cada.

Representação eleita
  ARENA: 9
  MDB: 9

| Deputados estaduais eleitos | Partido | Votação | Percentual | Cidade onde nasceu | Unidade federativa |
| Raimundo Herminio de Melo   | MDB     | 3.047   | 4,88%      | Rio Branco         | Acre               |
| Geraldo Pereira Maia        | ARENA   | 2.949   | 4,72%      | Senador Guiomard   | Acre               |
| Walter Prado                | ARENA   | 2.893   | 4,63%      | Feijó              | Acre               |
| Francisco Taumaturgo        | MDB     | 2.647   | 4,24%      | Tarauacá           | Acre               |
| Maria Pinho Pascoal         | MDB     | 2.486   | 3,98%      | Rio Branco         | Acre               |
| Iolanda Fleming             | MDB     | 2.359   | 3,77%      | Manoel Urbano      | Acre               |
| Adalberto Aragão            | MDB     | 2.288   | 3,66%      | Rio Branco         | Acre               |
| Edison Cadaxo               | MDB     | 2.096   | 3,35%      | Boca do Acre       | Amazonas           |
| Manoel Machado da Rocha     | MDB     | 1.974   | 3,16%      | Cruzeiro do Sul    | Acre               |
| Félix Vale Pereira          | MDB     | 1.814   | 2,90%      | Plácido de Castro  | Acre               |
| Railda Pereira da Silva     | ARENA   | 1.814   | 2,90%      | Epitaciolândia     | Acre               |
| Altemir de Oliveira Passos  | ARENA   | 1.783   | 2,85%      | Boca do Acre       | Amazonas           |
| Hermelindo Brasileiro       | ARENA   | 1.670   | 2,67%      | Teresina           | Piauí              |
| Raimundo Sales da Costa     | MDB     | 1.546   | 2,47%      | Sena Madureira     | Acre               |
| Alcimar Nunes Leitão        | ARENA   | 1.509   | 2,41%      | Feijó              | Acre               |
| Félix Bestene Neto          | ARENA   | 1.432   | 2,29%      | Brasiléia          | Acre               |
| Carlos Simão                | ARENA   | 1.336   | 2,14%      | Cruzeiro do Sul    | Acre               |
| Francisco Mendes de Souza   | ARENA   | 1.323   | 2,11%      | Rio Branco         | Acre               |
| Fontes:                     |         |         |            |                    |                    |